# With Sympathy
With Sympathy è il primo album in studio del gruppo statunitense Ministry, pubblicato nel 1983.
Il disco si caratterizzata da uno stile vicino al synth pop, molto diverso dall'alternative metal che il gruppo adotterà nel prosieguo della carriera. L'edizione europea è uscita con il titolo Work for Love ma con la stessa copertina.

## Tracce
Edizione standard
1. Effigy (I'm Not An) – 3:51
2. Revenge – 3:48
3. I Wanted to Tell Her – 5:29
4. Work for Love – 4:44
5. Here We Go – 3:21
6. What He Say – 4:04
7. Say You're Sorry – 4:18
8. Should Have Known Better – 4:31
9. She's Got a Cause – 3:33

Bonus tracks reissue
1. I Wanted to Tell Her (Extended Mix) – 7:03
2. Revenge (Remix) – 6:19
3. A Walk in the Park – 4:58

Edizione europea (Work for Love)
1. Work for Love – 4:44
2. Do the Etawa – 4:04
3. I Wanted to Tell Her – 5:29
4. Say You're Sorry – 4:18
5. Here We Go – 3:21
6. Effigy (I'm Not An) – 3:51
7. Revenge – 3:48
8. She's Got a Cause – 3:33
9. Should Have Known Better – 4:31

## Formazione
Gruppo
- Al Jourgensen - voce, chitarra (1, 3, 4), tastiere, batteria (8)
- Stephen George - batteria (1-7, 9), percussioni (4, 5, 9)

Musicisti addizionali
- Robert Roberts - tastiere (2, 3, 4, 9), basso (4)
- Marybeth O'Hara - voce (2, 4)
- Shay Jones - voce (3)
- John Davis - tastiere (3, 4, 9)
- Walter Turbitt - chitarra (3)
- Martin Sorenson - basso (3)
- Vince Ely - percussioni, tastiere (4)
- Antonia de Portago - voce (4)
- Brad Hallen - basso (5, 6)
- Ministry of Horns - corni (6)
- Ziv Gidron - voce (6)
- Doreen Chanter - voce (7)
- Bob Suber - sassofono (7)